# Arturo Elizalde Bertrand
Arturo Elizalde Bertrand   (Barcelona, c. dècada del 1930), conegut al món de les curses com a Lucas, és un antic pilot de motociclisme català. Fou pilot oficial de Montesa durant la dècada de 1950 i disputà diverses curses de resistència. Guanyà la segona edició de les 24 Hores de Montjuïc l'any 1956, on formà equip amb el seu germà Juan i assolí el rècord de la prova, en voltar a 86 km/h.